# Комплексна міра
У математиці, зокрема теорії міри, комплексна міра узагальнює поняття міри, дозволяючи їй набувати комплексних значень. Іншими словами, допускаються множини, розмір яких (довжина, площа, об’єм) є комплексними числами.

## Означення
Формально комплексна міра {\displaystyle \mu } на вимірному просторі {\displaystyle (X,\Sigma )} є комплекснозначною функцією
{\displaystyle \mu :\Sigma \to \mathbb {C} }
яка є σ-адитивною. Іншими словами, для будь-якої послідовності {\displaystyle (A_{n})_{n\in \mathbb {N} }} елементи якої попарно не перетинаються і належать {\displaystyle \Sigma }:
{\displaystyle \sum _{n=1}^{\infty }\mu (A_{n})=\mu \left(\bigcup _{n=1}^{\infty }A_{n}\right)\in \mathbb {C} .}
З того що {\textstyle \bigcup _{n=1}^{\infty }A_{n}=\bigcup _{n=1}^{\infty }A_{\sigma (n)}} для будь-якої перестановки {\displaystyle \sigma :\mathbb {N} \to \mathbb {N} }, випливає, що {\textstyle \sum _{n=1}^{\infty }\mu (A_{n})} збігається безумовно (а тому і абсолютно).

## Варіація комплексної міри
Для комплексної міри μ визначається її варіація або абсолютне значення, |μ| за формулою
{\displaystyle |\mu |(A)=\sup \sum _{n=1}^{\infty }|\mu (A_{n})|}
де A належить Σ і супремум береться по всіх послідовностях множин (An)n, що належать Σ, попарно не перетинаються і їх об'єднання є рівним A (такі послідовності називаються розбиттями множини A). Еквівалентно можна розглядати лише скінченні розбиття множини A на вимірні підмножини.
- Варіація |μ| є мірою. 
Нехай {\displaystyle A\in \Sigma } і послідовність {\displaystyle (A_{n})_{n\in \mathbb {N} }} є розбиттям множини {\displaystyle A.} З означення варіації комплексної міри для кожного дійсного числа {\displaystyle t_{i}<|\mu |(A_{i})}  існує розбиття {\displaystyle (A_{ij})_{j\in \mathbb {N} }} множини {\displaystyle A_{i}} для якого {\textstyle t_{i}<\sum _{i=1}^{\infty }|\mu (A_{ij})|.} Разом усі множини {\displaystyle A_{ij}} утворюють розбиття {\displaystyle A} і тому згідно означення варіації комплексної міри {\textstyle \sum _{i=1}^{\infty }t_{i}\leqslant \sum _{i,j=1}^{\infty }|\mu (A_{ij})|\leqslant |\mu |(A).} Оскільки числа {\textstyle t_{i}} є довільними із вказаною властивістю, то {\textstyle \sum _{i=1}^{\infty }|\mu |(A_{i})\leqslant |\mu |(A).}
Навпаки, якщо {\displaystyle (B_{n})_{n\in \mathbb {N} }} є довільним розбиттям множини {\displaystyle A,}  то {\displaystyle (B_{i}\cap A_{j})_{j\in \mathbb {N} }} є розбиттям множини {\displaystyle B_{i}} і тому:
{\displaystyle \sum _{i=1}^{\infty }|\mu (B_{i})|=\sum _{i=1}^{\infty }\left|\sum _{j=1}^{\infty }\mu (B_{i}\cap A_{j})\right|\leqslant \sum _{i=1}^{\infty }\sum _{j=1}^{\infty }\left|\mu (B_{i}\cap A_{j})\right|\leqslant \sum _{j=1}^{\infty }|\mu |(A_{j}).}
Оскільки ці нерівності виконуються для всіх {\displaystyle (B_{n})_{n\in \mathbb {N} }} то також {\displaystyle |\mu |(A)\leqslant \sum _{j=1}^{\infty }|\mu |(A_{j}).}
Таким чином із двох протилежних нерівностей одержується рівність {\displaystyle |\mu |(A)=\sum _{j=1}^{\infty }|\mu |(A_{j}).} Відповідно |μ| є мірою.

- |μ| є скінченною мірою, тобто {\displaystyle |\mu |(X)<\infty .}
Достатньо довести, що для {\displaystyle E\in \Sigma } існують множини {\displaystyle A,B\in \Sigma ,} із пустим перетином для яких {\displaystyle A\cup B=E} і {\displaystyle |\mu (A)|>1,\ |\mu |(B)=\infty .} Дійсно у цьому випадку для {\displaystyle X} можна вибрати множини {\displaystyle A_{1},\ B_{1}} із такими властивостями, тоді для {\displaystyle B_{1}} аналогічно множини {\displaystyle A_{2},\ B_{2}}, для {\displaystyle B_{2}} відповідні множини {\displaystyle A_{3},\ B_{3}} і т.д. Множини {\displaystyle (A_{n})_{n\in \mathbb {N} }} тоді попарно не перетинаються і {\displaystyle |\mu (A_{i})|>1}. Але тоді ряд елементами, якого є {\displaystyle \mu (A_{i})} не є збіжним і відповідно умова σ-адитивності не може виконуватися.
Для доведення цієї умови спершу із того, що {\displaystyle |\mu |(E)=\infty } і означення варіації комплексної міри випливає, що для довільного дійсного числа {\displaystyle \varepsilon >0} існує розбиття {\displaystyle E_{1},\ldots ,E_{n}} множини {\displaystyle E} для якого {\textstyle \sum _{j=1}^{n}|\mu (E_{j})|>\varepsilon .} При цьому можна вибрати підмножину {\displaystyle S} множини {\displaystyle \{1,2,\ldots ,n\}} для якої {\textstyle |\sum _{j\in S}\mu (E_{j})|\geqslant {1 \over 4{\sqrt {2}}}\cdot \sum _{j=1}^{n}|\mu (E_{j})|>{1 \over 4{\sqrt {2}}}\cdot \varepsilon .} Справді якщо позначити {\textstyle w=\sum _{j=1}^{n}|\mu (E_{j})|}, то для одного із квадрантів {\displaystyle y=\pm x}, сума абсолютних значень тих  {\displaystyle \mu (E_{j})}, що належать цьому квадрату є не меншою {\textstyle {w \over 4}}. Якщо припустити, що це квадрант для якого {\displaystyle |y|\leqslant x} то для чисел із цього квадранту {\textstyle \Re (z)\geqslant {1 \over {\sqrt {2}}}|z|}. Позначивши {\displaystyle S} множину елементів із цього квадранта тоді:
{\textstyle |\sum _{j\in S}\mu (E_{j})|\geqslant \sum _{j\in S}\Re (\mu (E_{j}))\geqslant {1 \over {\sqrt {2}}}\sum _{j\in S}|\mu (E_{j})|\geqslant {w \over 4{\sqrt {2}}}}
Якщо взяти {\displaystyle \varepsilon =4{\sqrt {2}}\cdot (1+|\mu (E)|)} то  {\textstyle |\sum _{j\in S}\mu (E_{j})|>{1 \over 4{\sqrt {2}}}\cdot \sum _{j=1}^{n}|\mu (E_{j})|>{1 \over 4{\sqrt {2}}}\cdot \varepsilon \geqslant 1.} Якщо позначити {\displaystyle A=\cup _{j\in S}E_{j}} і {\displaystyle B=E\setminus A}, то із вказаних властивостей {\displaystyle |\mu (A)|>1} і також {\displaystyle |\mu (B)|=|\mu (E)-\mu (A)|\geqslant |\mu (A)|-|\mu (E)|>{\varepsilon  \over 4{\sqrt {2}}}-|\mu (E)|=1.} Також із адитивності варіацій комплексної міри випливає, що принаймні одна із величин {\displaystyle |\mu |(A),\ |\mu |(B)} має бути нескінченною. Помінявши позначення, якщо потрібно одержується необхідні множини {\displaystyle A,\ B.}

## Інтегрування за комплексною мірою
Можна визначити інтеграл комплексної вимірної функції щодо комплексної міри так само, як інтеграл Лебега для дійснозначної вимірної функції щодо невід’ємної міри шляхом апроксимації вимірної функції за допомогою простих функцій. Як і у випадку звичайного інтегрування, цей більш загальний інтеграл може не існувати, або його значення може бути нескінченним (комплексна нескінченність).
Інший підхід полягає в тому, щоб не розробляти теорію інтегрування з нуля, а використовувати вже доступне поняття інтеграла від дійсної функції щодо невід’ємної міри. Для цього використовується той факт, що дійсна та уявна частини μ1 і μ2 комплексної міри μ є скінченнозначними σ-адитивними зарядами. До цих зарядів можна застосувати розклад Жордана і записати
{\displaystyle \mu _{1}=\mu _{1}^{+}-\mu _{1}^{-}}
і
{\displaystyle \mu _{2}=\mu _{2}^{+}-\mu _{2}^{-}}
де μ1+, μ1−, μ2+, μ2− є скінченнозначними невід’ємними мірами. Тоді для вимірної дійснозначної функції f, можна визначити
{\displaystyle \int _{X}\!f\,d\mu =\left(\int _{X}\!f\,d\mu _{1}^{+}-\int _{X}\!f\,d\mu _{1}^{-}\right)+i\left(\int _{X}\!f\,d\mu _{2}^{+}-\int _{X}\!f\,d\mu _{2}^{-}\right)}
якщо вираз у правій частині має зміст, тобто всі чотири інтеграли існують і при їх додаванні не зустрічаються невизначеності виду ∞−∞.
Для комплекснозначної вимірної функції, можна інтегрувати окремо її дійсні та уявні компоненти окремо, як показано вище і тоді
{\displaystyle \int _{X}\!f\,d\mu =\int _{X}\!\Re (f)\,d\mu +i\int _{X}\!\Im (f)\,d\mu .}

## Полярна форма інтегралу за комплексною мірою
Подібно до того, як комплексне число може бути представлене в полярній формі, для комплексної міри можна дати «полярний розклад»: а саме, існує вимірна дійснозначна функція θ для якої
{\displaystyle d\mu =e^{i\theta }d|\mu |,}
що означає, що
{\displaystyle \int _{X}f\,d\mu =\int _{X}fe^{i\theta }\,d|\mu |}
для будь-якої абсолютно інтегрованої вимірної функції f, тобто функції f, що задовольняє умову
{\displaystyle \int _{X}|f|\,d|\mu |<\infty .}
Ці твердження можна довести за допомогою теореми Радона — Нікодима.

## Простір комплексних мір
Сума двох комплексних мір є комплексною мірою, як і добуток комплексної міри на комплексне число. Тобто множина всіх комплексних мір на просторі мір (X, Σ) утворює векторний простір над комплексними числами. Крім того, загальна варіація {\displaystyle \|\cdot \|} рівна за означенням
{\displaystyle \|\mu \|=|\mu |(X)\,}
є нормою, відносно якої простір комплексних мір є простором Банаха. 